# باول في. يودر
باول في. يودر (بالإنجليزية: Paul V. Yoder)‏ هو عالم موسيقى وملحن أمريكي، ولد في 8 أكتوبر 1908 في تاكوما في الولايات المتحدة، وتوفي في 4 أبريل 1990 في كارولاينا الشمالية في الولايات المتحدة.

## وصلات خارجية
- باول في. يودر على موقع ميوزك برينز (الإنجليزية)
- باول في. يودر على موقع ديسكوغز (الإنجليزية)